# 1229
[[Категорија: 1229
.| ]]
Година 1229 (MCCXXIX) била је проста година која је почела у понедељак.

## Догађаји

### Фебруар
- 18. фебруар — Фридрих II је у Шестом крсташком рату склопио десетогодишње примирје са ел Камилом, којим је повратио Јерусалим, Назарет и Витлејем без борбе и папине подршке.

### Децембар
- Википедија:Непознат датум — Папине трупе напале су Напуљ, где је папа разрешио поданике верности цару.
- Википедија:Непознат датум — Венеција је потписала трговачке уговоре са султанатом у Алепу.
- Википедија:Непознат датум — Француска краљица Бјанка од Кастиље морала је да савлада побуне феудалаца које је подстрекивао енглески краљ.
- Википедија:Непознат датум — Ремон VII од Тулуза се предао. Тако је завршен албигеншки крсташки рат.
- Википедија:Непознат датум — Париским миром завршен Албижански крсташки поход.
- Википедија:Непознат датум — Ремон је препустио круни део покрајине, северни Кверси и војводину Нарбону.
- Википедија:Непознат датум — У Тулузу је на сабору установљена инквизиција која је била усмерена против свих јеретика на тој територији.
- Википедија:Непознат датум — Арагонски краљ Ђауме I од Арагона кренуо је у поход на Балеаре.
- Википедија:Непознат датум — У Алмохадском калифату Ал-Му'тасима је наследио Абу л-Ула Идрис ел Ма'мун.
- Википедија:Непознат датум — Након што је добио Јерусалим од египатског султана цар Фридрих II ушао је у град и крунисао се круном Јерусалимског Краљевства.